# Dżubajt
Dżubajt (arab. جبيت) – miasto w północno-wschodnim Sudanie, w prowincji Morza Czerwonego. Według danych szacunkowych na rok 2008 liczyło 30 856 mieszkańców.